# خوسيه رودريغيز رودريغيز
خوسيه رودريغيز رودريغيز (بالإسبانية: José Rodríguez Rodríguez)‏ هو صحفي إسباني، ولد في 1950.